# Macaire de Corinthe
Macaire de Corinthe (né à Corinthe en 1731, mort à Chios en avril 1805) ou Macaire Notaras (en grec Μακάριος Νοταρᾶς) est un évêque puis un métropolite de Corinthe. Ce mystique et auteur spirituel est notamment connu pour avoir réalisé la Philocalie des Pères neptiques avec Nicodème l'Hagiorite, publiée à Venise en 1782. Ce saint de l'Église orthodoxe est fêté le 17 avril.